# Marsilea perrieriana
Marsilea perrieriana är en klöverbräkenväxtart som beskrevs av Carl Frederik Albert Christensen. Marsilea perrieriana ingår i släktet Marsilea och familjen Marsileaceae. Inga underarter finns listade.